# Mesa de Salomón

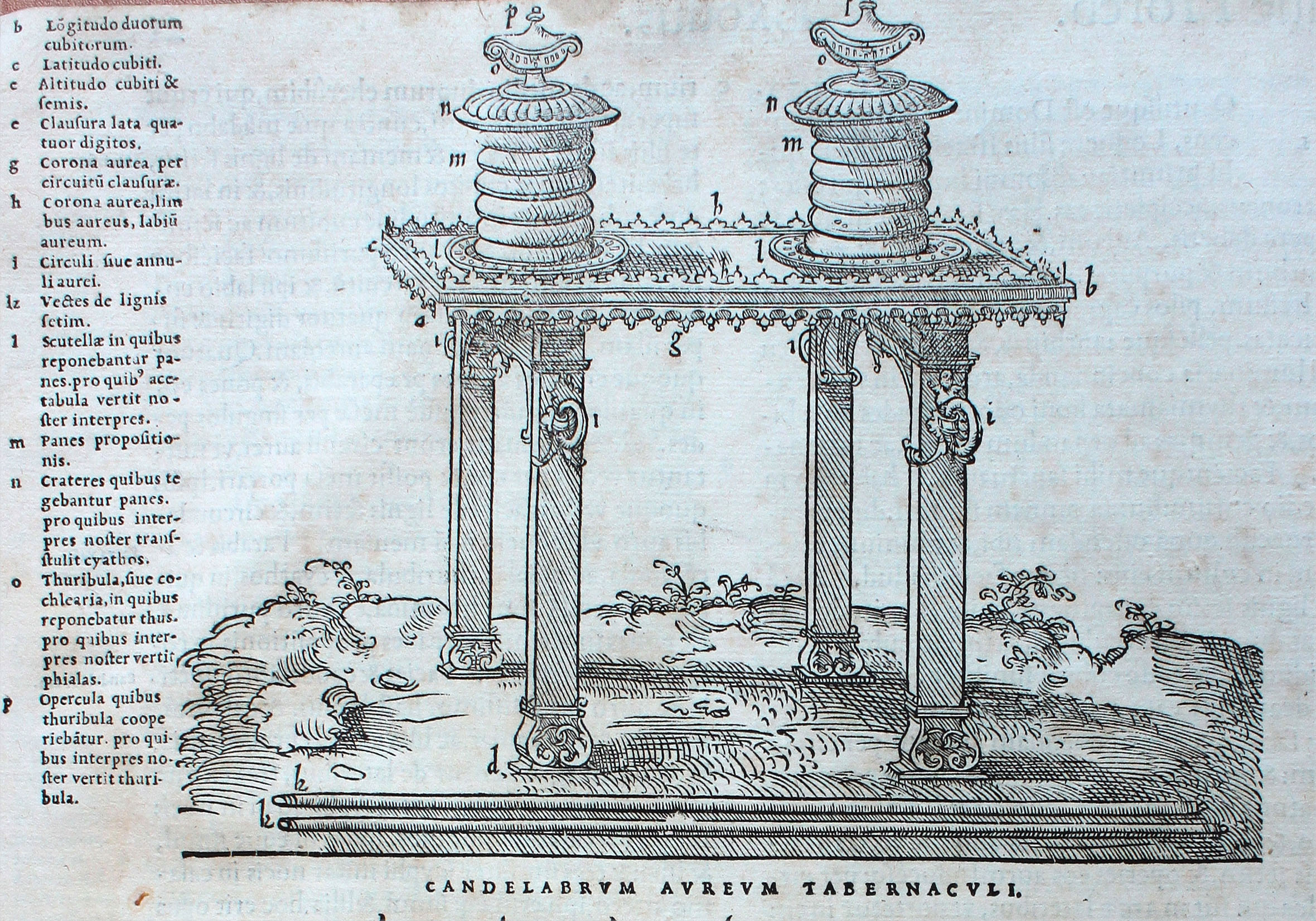
Dibujo que muestra un mueble construido para el Templo de Salomón, de una biblia en latín de mediados del. Se trata de donde se colocaba el pan, los platos, las jarras y otros utensilios.

La Mesa del Rey Salomón (rey de Israel, 978-931 a. C.) –conocida también con los nombres de Tabla o Espejo de Salomón–, es una leyenda que cuenta cómo el rey Salomón escribió todo el conocimiento del Universo, la fórmula de la creación y el nombre verdadero de Dios: el Shem ha-meforash, que no puede escribirse jamás y solo debe pronunciarse para provocar el acto de crear. Según la tradición cabalística, 

"Salomón lo confía a una forma jeroglífica de alfabeto sagrado que, aunque evita la escritura del Nombre de Dios, contiene las pistas necesarias para su deducción. Este jeroglífico tiene como soporte material un objeto: la llamada Mesa de Salomón".
Eslava Galán, op. cit.

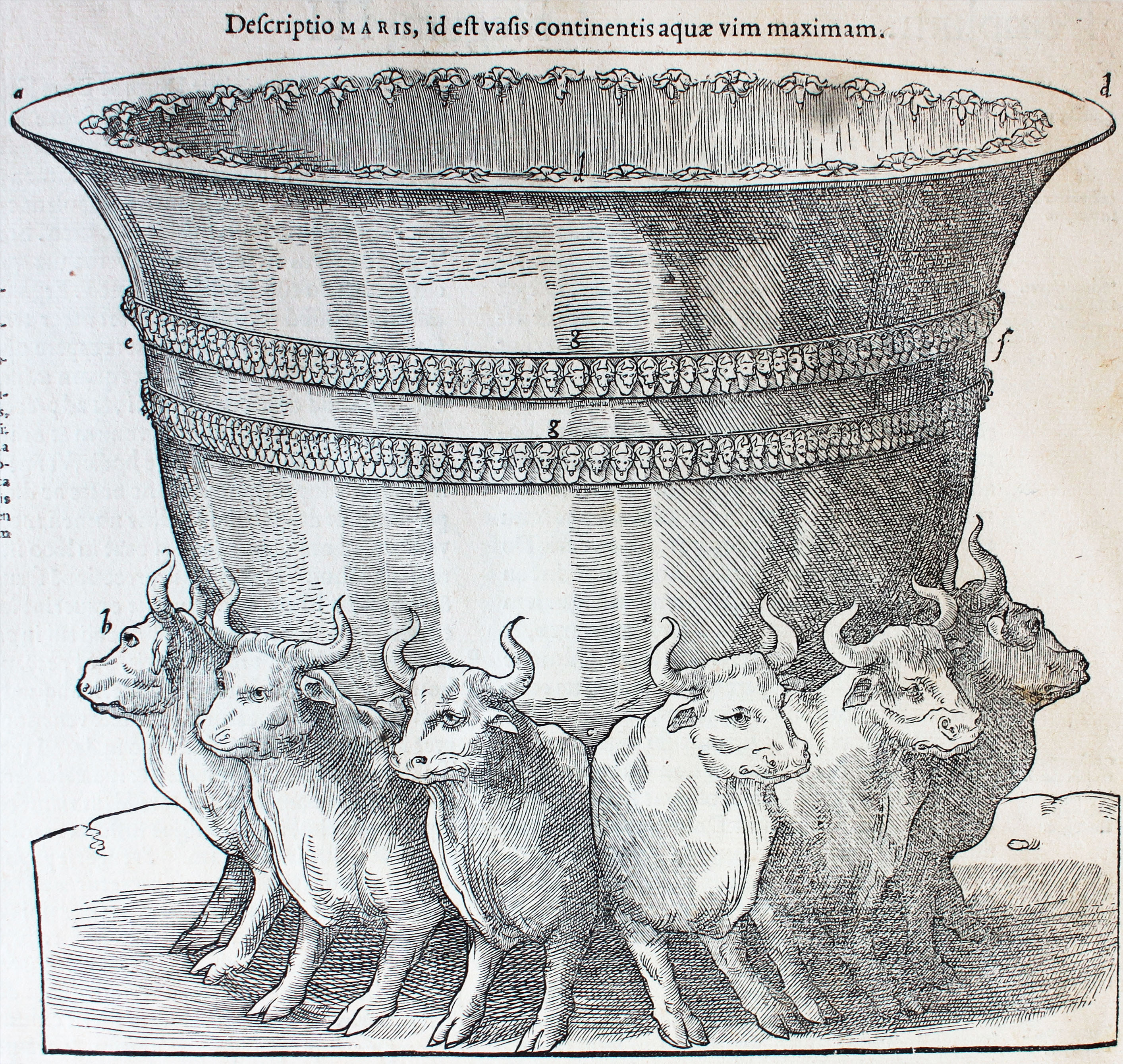
Dibujo que muestra un mueble construido para el Templo de Salomón, de una biblia en latín de mediados del. La cita que describe la imagen en el libro dice "Descripción del mar, que contenìa gran cantidad de agua"

Según esta leyenda, la trascendencia de la tabla está en que dará a su propietario el conocimiento absoluto (ya que el pronunciar el nombre de Dios significa abarcar a toda su creación), pero el día que sea encontrada el fin del mundo estará próximo. 
A menudo se ha asociado el aspecto de la mesa al que tenía un mueble del Templo de Salomón que simbolizaba el mar.

## Descripción
Hay varias descripciones de la que puede ser la Mesa de Salomón:
- En la Biblia se dice, que, como parte del mobiliario del Templo, el rey Salomón:

Hizo fundir asimismo un mar de diez codos de un lado al otro, perfectamente redondo; su altura era de cinco codos, y lo ceñía alrededor un cordón de treinta codos. Y rodeaban aquel mar por debajo de su borde alrededor unas bolas como calabazas, diez en cada codo, que ceñían el mar alrededor en dos filas, las cuales habían sido fundidas cuando el mar fue fundido. Y descansaba sobre doce bueyes; tres miraban al norte, tres miraban al occidente, tres miraban al sur, y tres miraban al oriente; sobre estos se apoyaba el mar, y las ancas de ellos estaban hacia la parte de adentro. El grueso del mar era de un palmo menor, y el borde era labrado como el borde de un cáliz o de flor de lis; y cabían en él dos mil batos.
Libro I de los Reyes, capítulo 7. Versículos 23 a 26

- Según el Ajbar Machmua, una crónica bereber del siglo XI, es una mesa «cuyos bordes y pies, en número de 365, eran de esmeralda verde».
- Al-Macin asegura que estaba «compuesta por una mezcla de oro y de plata con tres cenefas de perlas».
- Según las órdenes de Yavhé a Moisés, él debería construir una mesa que debería estar hecha de madera de acacia y cubierta de oro puro, sin plata ni perlas,[2] y sobre ella debería de colocarse el pan.

Haz una mesa de madera de acacia. La mesa debe medir noventa centímetros de largo, cuarenta y cuatro centímetros de ancho y sesenta y seis centímetros de alto. Recubre la mesa de oro puro y hazle un borde de oro alrededor. Luego hazle un marco de siete centímetros de ancho y ponle un ribete de oro. Haz también cuatro argollas de oro y colócalas en las cuatro esquinas de la mesa, sobre las cuatro patas. Pon las argollas cerca del marco, para sostener las varas que vas a usar para cargar la mesa. Usa madera de acacia para hacer las varas y recúbrelas de oro. Las varas son para cargar la mesa. Harás de oro puro los platos, cucharones, jarras y tazones. Las jarras y los tazones se usarán para servir las ofrendas. Colocarás en la mesa, permanentemente ante mí, el pan de la presencia.
Éxodo, capítulo 25. Versículos 23 a 30.

Existe la teoría de que la Mesa de Salomón descrita por los musulmanes españoles era la Tabula Smaragdina, atribuida a Hermes Trismegisto:

«Esta Mesa de Esmeraldas se ha dicho que era la Tabla-Mesa de Salomón. Su nombre recuerda la Tabla Esmeraldina del hermetismo alquimista, que da título a uno de los textos herméticos atribuido a Hermes y grabado en una tabla de esmeralda de una sola pieza.»
Ángel
Almazán

Recientemente se lanzó la hipótesis de que "La Mesa de Salomón" no fuese un objeto físico, sino un concepto, (de un conocimiento secreto quizá, que se habría transmitido a lo largo de la historia)

«¿Pero y si la Mesa de Salomón no existió nunca y solo se
trata de un concepto?»
Manuel Jesús Segado-Uceda

## Historia
Salvada por los sacerdotes cuando el saqueo y destrucción de tiempos de Nabucodonosor II, estaba depositada en el Templo de Jerusalén, y fue trasladada a Roma cuando Tito a su vez lo destruyó en el año 70, y guardada en el templo de Júpiter Capitolino primero, y más tarde en los palacios imperiales. 

Todo lo que las naciones más venturosas habían podido acumular de precioso, de más maravilloso y de más caro con el paso de los siglos, quedaba reunido aquel día para dar a conocer al mundo hasta qué punto se elevaba la grandeza del Imperio. Entre la gran cantidad de botines, los que destacaban con dorado brillo eran los que habían sido capturados en el templo de Jerusalén, la mesa de oro que pesaba varios talentos y el candelabro de oro... (Flavio Josefo, Guerra de los judíos, VII, XXIV)

Cuando los godos saquearon Roma en el año 410, fue llevada a Carcasona, como parte del «Tesoro Antiguo», y luego a Rávena para salvarla de los ataques francos. En 526 la reclamó el rey Amalarico, y Teodorico, rey de los ostrogodos, se la devuelve. Esta historia contada por Procopio de Cesarea es la última noticia cierta que se tiene durante años: ni los francos ni los árabes lo mencionan entre el botín conseguido en sus sucesivas invasiones de la región.
Alarico II tuvo que abandonar Tolosa, la capital de los visigodos, en el año 507 perseguido por los francos, y se refugió en España. Se supone que tras el asesinato del rey en Barcelona la Mesa fue trasladada con el resto del tesoro, que se instaló en Toledo (nueva capital). Sin embargo, no se ha podido probar con certeza, la única cita es de Aben Adhari:

Trasladaron tesoros y botines innumerables, entre los cuales se encontraban misteriosos amuletos mágicos, de cuya conservación y custodia dependía la suerte del Imperio fundado por Ataúlfo...

### Cronología
- Circa 950 a. C.: Salomón la construye y la deposita en el Templo de Jerusalén.
- 587 a. C.: Nabucodonosor II toma Jerusalén y traslada los tesoros del Templo a Babilonia.
- 540 a. C.: Ciro permite el regreso a Jerusalén.
- 70: Tito toma Jerusalén y la traslada a Roma con el resto del botín.
- 410: Alarico I saquea Roma y se apodera del botín de Tito, trasladándolo a Carcasona.
- 507: Tras la derrota a manos de los francos, Teodorico lleva el tesoro a Rávena.
- 526: Amalarico reclama el tesoro a Teodorico y lo traslada a Barcelona y posteriormente a Toledo.

## Crónicas de Al-Ándalus
La leyenda musulmana más extendida defiende que la mayor parte del tesoro real que acompañaba a Alarico en su huida de las Galias fue guardado durante siglos en la "Cueva de Hércules" de Toledo. Cuando Táriq derrota a Rodrigo en la batalla de Guadalete (año 711) y avanza por el reino sin encontrar resistencia, la Mesa de Salomón se lleva a Medinaceli para salvarla, de ahí que fuese llamada Medina Talmeida ("Ciudad de la Mesa") y Medina al Shelim ("Ciudad de Salomón"). 
El Obispo don Rodrigo Ximénez de Rada, basándose en textos de al-Razi y de Ibn al Qutiyya, cuenta cómo Táriq atravesó unos montes llamados Gebelculema (Yabal-Sulayma, es decir, "Montaña de Salomón": Zulema) y llegó a Complutum (Alcalá), donde halló escondida la mesa, que según esta historia tenía 365 patas de oro con miles de esmeraldas engastadas.
En la crónica bereber Ajbar Machmua se relata que Muza, envidioso del éxito obtenido por su lugarteniente Táriq en Guadalete frente al rey visigodo, desembarcó en la península para enfrentarse con él por la posesión de una mesa que habría sido de Salomón y que estaba entre el tesoro real godo en Toledo. Ambos fueron a Damasco para que el Califa Suleimán I se pronunciara, y ninguno volvió a la península. 
Más tarde, la Mesa vuelve a ser mencionada por dos cronistas árabes: 

en el año 93 de la Héjira, Táriq conquistó Al-Ándalus y el reino de Toledo y le llevó a Walidi, hijo de Abd el-Malek, la mesa de Salomón, hijo de David, compuesta por una mezcla de oro y de plata con tres cenefas de perlas.
Al-Macin

Y Al-Makkara le responde en su Historia de las dinastías mahometanas: 

La famosa mesa que Tárik encontró, no perteneció jamás a este profeta... que su origen es que en tiempos de los reyes cristianos había la costumbre de que cuando moría un señor rico dejase una manda a las iglesias, y con estos bienes hacían grandes utensilios de mesas y tronos, y otras cosas semejantes de oro y plata, en que sus sacerdotes y clérigos llevaban los libros de los Evangelios, cuando se enseñaban en sus ceremonias, y que las colocaban en los altares en los días de fiesta, para darles mayor esplendor con este aparato (o adorno). Esta mesa estaba en Toledo por tal motivo, y los reyes se esforzaban por enriquecerla a porfía, añadiendo cada uno alguna cosa a lo que su predecesor había hecho, hasta que llegó a exceder a todas las demás alhajas de este género, y llegó a ser muy famosa. Estaba hecha de oro puro, incrustado de perlas, rubíes y esmeraldas, de tal suerte que no se había visto otra semejante.
Al-Makkara

## La Cueva de Hércules
Según la leyenda, Hércules edificó un palacio encantado cerca de Toledo, construido con jade y mármol, y ocultó en su interior las desgracias que amenazaban a España. Puso un candado en la puerta y ordenó que cada nuevo rey añadiera uno, ya que las amenazas se cumplirían el día en que uno de ellos fuera curioso y entrara. Don Rodrigo fue ese rey, y del palacio solo queda la cueva que se supone oculta maravillosos tesoros. Según la leyenda, el rey visigodo abrió o rompió cada candado, llegó a una primera sala, que parecía un lugar de oración, avanzó y llegó a una segunda, supuestamente de ceremonias, llegó a una tercera que tenía un cofre, el rey lo hizo abrir: había un lienzo con dibujos de guerreros a caballo y espadas curvas, con una inscripción que dice "cuando ojos humanos vean este lienzo, estas criaturas dominarán la tierra santa" (supuestamente estos corresponderían a los musulmanes que invadieron el reino al año siguiente). Don Rodrigo no pasó a la cuarta sala, aunque se dice que vio el espejo o mesa de Salomón, porque había dos guardias de metal de varios metros de alto armados con mazos que se movían a la más mínima presencia que entrara en la sala.
En los últimos años, buscadores de tesoros investigan por las cuevas y subterráneos de Toledo, relanzando la teoría de la tabla frente a la de la mesa de las crónicas musulmanas, dando por hecho que el verdadero tesoro de los reyes visigodos nunca fue encontrado ni abandonó la capital.

## La leyenda en la Iglesia de Santa María de Melque (Toledo)
El investigador José Ignacio Carmona Sánchez, en su estudio histórico Santa María de Melque y el Tesoro de Salomón, señala cómo existe total unanimidad por parte de historiadores con respecto a la Mesa en lo siguiente:
- De existir una Mesa llamada de Salomón, no fue ninguna de las halladas tras la invasión árabe, como se desprende de las fuentes más autorizadas; prueba de ello es que en los siglos posteriores muchas personas principales como Felipe II, proseguían con su búsqueda.
- Hasta el último momento, el clan godo que apoyaba la invasión no temió por las reliquias, pues lejos de ver a los árabes como una amenaza, esperaban ser restituidos en el trono.
- Los visigodos ocultaron no pocos de sus tesoros y secretos en sarcófagos y cuevas de construcciones visigodas, lo que coincide al cien por cien con los descubrimientos.
- El clan visigodo perdedor, al verse sorprendido por el rápido avance de los musulmanes, improvisó vías de salida, llevando consigo los objetos de importancia, tal como se relata con respecto a la famosa arca de las reliquias, que acabó en una cueva a las afueras de Oviedo. La ocultación en las proximidades de la capital apunta a un exceso de confianza y bien pudo ser llevada a cabo por cualquiera de los clanes; por el clan vencedor porque no se fiaría de los árabes hasta ser restituido; por el clan derrotado porque pudo confiar en la transitoriedad que suponían las constantes alternancias y luchas de poder en el mundo visigodo.
- Las vías naturales de salida de Toledo irían en la dirección de los montes de Toledo, donde existían antiguas vías romanas que facilitaban la huida, tal como se confirma con la trayectoria y localización del Tesoro de Guarrazar.
- En la misma trayectoria de la localidad donde apareció el Tesoro de Guarrazar (Guadamur), y apenas a unos kilómetros equidistantes, se encuentra, no por casualidad, una de las iglesias más antiguas y desconocidas de España. Esta iglesia cuenta con todos los elementos razonables de probabilidad: un arcosolio, una intrincada red de galerías subterráneas, una posterior vinculación a la Orden del Temple y leyendas y tradiciones que la relacionan con los tesoros templarios.

Louis Charpentier pone el ejemplo de Dormelle (Seine-et-Marne), un subterráneo muy amplio con bóveda de ladrillo y forma de cuna que se comunicaba, tomando la dirección de Paley, con una encomienda templaria hermana. En el Castillo de Montalbán sus subterráneos son funcionalmente anacrónicos y guardan una semejanza casi absoluta con la descripción de Charpentier.
Alguno de estos objetos podría estar ubicado en el entorno del Castillo de Montalbán y la Iglesia de Santa María de Melque, en Toledo:

"La Iglesia de Santa María de Melque era un lugar idóneo para ocultar cualquier tesoro, debido a la existencia en sus aledaños de una intrincada red de galerías que se proyecta hasta el cercano Castillo de Montalbán.
[...]
La trama del Grial tiene su punto de inflexión en Toledo, a través de Flegetanis, no por casualidad "del linaje de Salomón". Solo en Toledo podrían hallarse los hombres puros, es decir, los del "saco de Benjamín", la más pura aristocracia judía, los atávicos custodios de los objetos sacrosantos del pueblo judío. El Castillo de Montalbán (¿Montsalvat?) encuentra su protagonismo independientemente de si en sus entrañas, comunicadas con la Iglesia de Santa María de Melque, exista una piedra llamada Grial o Mesa de Salomón.".
Santa María de Melque y el Tesoro de Salomón. José Ignacio Carmona Sánchez, 2011.

## La Mesa de Salomón viaja hacia el Norte
Otra de las hipótesis que se han barajado para tratar de ubicar el paradero último de este importante objeto de culto, es la montaña asturiana. A raíz de la publicación del libro El nombre de Dios. El enigma de la Mesa de Salomón el investigador Javier Martínez-Pinna pudo comprobar como la práctica totalidad de las reliquias que estaban en manos de los visigodos fueron trasladadas hacia el norte peninsular a partir del 711, para que no cayesen en manos de los conquistadores musulmanes. En este sentido, Martínez-Pinna destaca que Antes de que se produjese la caída de Toledo en manos de los musulmanes, los visigodos tuvieron que sacar todas las reliquias y los objetos del Tesoro Sagrado que aún se encontraban entre sus muros para enviarlos hacia el norte. El camino más lógico fue seguir la calzada romana que llevaba hasta la ciudad de Astorga, punto por donde se tenía que pasar obligatoriamente para llegar a Asturias, foco de última resistencia y lugar hacia donde dirigió sus pasos el que sería rey Pelayo, al que la tradición considera custodio del tesoro visigodo. 
En esta ocasión, el tesoro habría llegado no hasta una ciudad, sino a un monte, el Monsacro, en donde sabemos que permaneció hasta que Alfonso II decidió trasladar parte de lo que allí se escondía hasta  Oviedo, pero de la Mesa nunca más se supo nada. 
Curiosamente, esta bella montaña asturiana es considerada por muchos, entre ellos el periodista Manuel Cimadevilla, como uno de los más importantes enclaves mágicos de la región, un lugar por donde pasaban dos vías emblemáticas como eran la Ruta de la Plata y una de las variantes del Camino de Santiago. También es el lugar en donde podemos encontrar dos capillas medievales de origen templario, construidas sobre un conjunto tumular de origen megalítico, en donde se desarrolló el culto a la diosa madre y que fue utilizada por Toribio para esconder las reliquias que llevó consigo. Es más, según Cimadevilla, los caballeros templarios pudieron llevar a cabo excavaciones en este lugar en busca de antiguos objetos sagrados y los manuscritos secretos del rey Salomón. 

## La leyenda en Francia
Ante la presión de los merovingios, los visigodos de Carcasona construyeron una fortaleza en la antigua ciudad de Rhedae, en el condado de Razés, donde ocultaron sus tesoros antes de ser expulsados definitivamente de las Galias por Clodoveo I.
En 1803 se investigó en Carcasona un pozo en el que, según la leyenda, había un gran tesoro godo. La búsqueda fue inútil, aunque se ha repetido en años posteriores. 
A finales del siglo XIX, Berenguer Sauniére, párroco de Rennes le Chateau, se convierte de pronto en un hombre enormenente rico tras realizar unas obras en un altar visigótico de la ermita del pueblo. Descubre unos documentos antiguos y se dedica a partir de entonces a realizar excavaciones por toda la región, gastando grandes sumas y entrando en contacto con logias ocultistas, hasta el punto de ser amonestado por la Santa Sede y suspendido "a divinis" en 1910. Tras su muerte en 1917, hubo tan gran número de personas buscando un supuesto tesoro visigodo más importante que el oro, que las autoridades han prohibido cavar en todo el término municipal. A raíz de nuevas modas, actualmente se relaciona su tesoro con el Santo Grial.

## Repercusión

### Cine
- Carlos Saura (2001). Buñuel y la mesa del rey Salomón. Producción: España, México, Alemania.

### Literatura
- Nicholas Wilcox (seudónimo de Juan Eslava Galán) (1996). La lápida templaria. ISBN 978-84-08-06304-9.
- Jesús Maeso de la Torre (2000). Al-Gazal, el viajero de los dos orientes. ISBN 978-84-95-97121-0.
- César Morales (2014). El puente del tiempo. ISBN 978-84-83-65594-8.
- Eduardo Martínez (2014). El diario de Lázaro. ISBN 978-84-16-17937-4.
- Luis Montero Manglano (2014). Trilogia: Los Buscadores.